# Tout est pardonné
Tout est pardonné es una película dramática francesa de 2007, escrita y dirigida por Mia Hansen-Løve en su debut como directora. Se proyectó en la Quincena de Realizadores del Festival de Cannes de 2007 . Ganó el premio Louis Delluc a la mejor ópera prima. También fue nominada al Premio César a la Mejor Ópera Prima en los Premios César 2008.

## Sinopsis
Victor (Paul Blain) es un escritor francés que vive en Austria con su esposa, Annette, y su hija Pamela, de seis años. Víctor, que tiene problemas con su trabajo, comienza a consumir drogas y salir por la noche. Annette, desesperada, se traslada a París con la esperanza de que Víctor reaccione y salga de su depresión, pero por el contrario, su dependencia se hace más fuerte y abusiva.
Después de separarse de Annette, Victor comienza una aventura con Gisèle, una compañera drogadicta. Cuando ella toma una sobredosis, él finalmente se inspira para buscar tratamiento. Mientras visita a Víctor en rehabilitación, Annette revela que no puede perdonarlo y que se llevará a Pamela con ella a Caracas y le pide que nunca más la contacte.
Once años después, Pamela recibe un mensaje de su tía paterna, Martine. En contra de los deseos de su madre, la contacta y se entera de que su padre nunca salió de París y su madre ha bloqueado todos los intentos de comunicación entre él y Pamela.
Los dos pueden encontrarse varias veces antes de que Pamela se vaya de vacaciones. Sin embargo, antes de que pueda regresar, Víctor muere abruptamente.
Su última carta para ella contiene varios poemas, incluido uno en alemán que Pamela luego traduce para su amiga que está en pérdida y renacimiento.

## Elenco
- Paul Blain como Víctor
- Marie-Christine Friedrich como Annette
- Victoire y Constance Rousseau como Pamela
- Carole Franck como Martine
- Olivia Ross como Gisele
- Alice Langlois como Judith
- Pascal Bongard como André
- Éleonore Rousseau como Alix
- Claude Duneton como el abuelo
- Alice Meiringer como Karine
- Katrin Daliot como Agnès
- Elena Fischer-Dieskau como Nektar